# São Luís de Montes Belos
São Luís de Montes Belos é um município brasileiro do estado de Goiás. Sua população, conforme estimativas do IBGE de 2021, era de 34 488 habitantes.

## História
A cidade de São Luís de Montes Belos teve seu início em uma fazenda, datada de 1857, que possuía o mesmo nome, onde nasceu o fundador da cidade, José Netto Cerqueira Leão Sobrinho. O nome da cidade está relacionado com as serras com picos muito finos na entrada da cidade e também com o nome da fazenda que deu origem a cidade.
Em 1953, o governo do estado determinou a construção de uma estrada cortando o local, ligando a parte central do estado de Goiás com a região sudeste e também ao estado do Mato Grosso. Na medida em que as construções avançavam, os engenheiros João Neto de Campos Carneiro e Vicente Ferreira Adorno foram nomeando as serras, os córregos e os rios, relacionados a algum acontecimento ou data do dia.
Com a queda do Estado Novo, implantado por Getúlio Vargas, veio a constituinte que deu liberdade para criar novos municípios e distritos.
A região da cidade de São Luis de Montes Belos pertencia ao distrito de Mossâmedes, consequentemente ao município da Cidade de Goiás, onde Jose Netto era vereador. Firminópolis era um município criado após a abertura política, que quis se apossar das fazendas da região de São Luis para cobrar impostos. Ao ter conhecimento das invasões, Jose Netto convocou uma reunião em julho de 1948 para dar início a emancipação de São Luis de Montes Belos.
A população se mobilizou em prol da causa e José Netto levou a questão à Câmara de Vereadores da Cidade de Goiás.
"Voltei a Goiás e fiz a exposição ao Prefeito de Goiás Hermógenes Coelho, e à Câmara de Vereadores, que tinha por dever de nos ajudar para defender a integridade do município que estava sendo invadido", afirmou José Netto em entrevista. Após exposição na Cidade de Goiás, Jose Netto recebeu autorização para agir pela emancipação de São Luis.
Com a autorização do Prefeito, o fundador adquiriu mais terrenos nos arredores da fazenda que pertencia à sua família. As margens do "Barreirinho" José Netto junto com seu irmão Jutair Netto e os pioneiros da cidade, construiu ranchos, um galpão, uma farmácia, alojamento, armazém, açougue e uma cadeia, dando início a construção de São Luis de Montes Belos.
No dia 4 de outubro de 1948 foi votada a Lei que emancipou o município São Luis de Montes Belos. No dia 17 de janeiro o município foi instalado.

## Pioneiros de São Luís
José Netto Cerqueira Leão Sobrinho, Jutair Netto Cerqueira Leão, José Luiz Pereira Júnior, Valdemar Basílio da Silva (Neném Basílio), Deusdedith Delfino de Brito, João Antonio dos Santos (João Piau), José Netto Cerqueira Leão (Zeca Netto), Domingos Luiz Pereira, Pedro Luiz Pereira, Joaquim Ferandes de Morais, Basílio de Araújo, José Torquato da Silva, Joaquim Marinho Barbosa (Joaquim Leonardo), João Silva Costa (Dandico), José Mineiro, Pedro Joaquim dos Santos e muitos outros. Muitas senhoras se destacaram no pioneirismo de São Luís de Montes Belos, tais como: Sebastiana Ferreira Netto (Dona Nêga), Colombina Netto (Dona Bina), Custódia Maria, Joaquina Rita de Jesus (Dona Quininha) e outras mais.

## Turismo
A cidade possui atrações como o "Espelho D'Água dos Buritis", a "Lago Caires Maia" como principais pontos turísticos. O Parque de Exposições Oscar Moreira também é outro fator turístico da cidade quando realiza, anualmente, as grandes festas da cidade.[carece de fontes?]